# Janet Radünzel
Janet Radünzel, nach Heirat Janet Wiesinger (* 7. Mai 1973), ist eine ehemalige deutsche Leichtgewichts-Ruderin. 

## Sportliche Karriere
Die 1,75 m große Janet Radünzel vom Rendsburger Ruderverein gewann ihre erste internationale Medaille 1995 bei den Weltmeisterschaften in Tampere. Der deutsche Leichtgewichts-Vierer ohne Steuerfrau mit Gunda Reimers, Janet Radünzel, Jutta Schausten und Gaby Schulz belegte den dritten Platz hinter den Booten aus den Vereinigten Staaten und aus dem Vereinigten Königreich. Im Jahr darauf belegte Radünzel mit dem Vierer den sechsten Platz bei den Weltmeisterschaften in Glasgow.
Vier Jahre später gewannen Gunda Reimers und Janet Radünzel Bronze im Leichtgewichts-Zweier ohne Steuerfrau bei den Weltmeisterschaften 2000 in Zagreb. 2001 wechselte sie in den Leichtgewichts-Doppelzweier. Zusammen mit Claudia Blasberg gewann sie beim Ruder-Weltcup in Sevilla und in München. Bei den Weltmeisterschaften in Luzern siegten die beiden mit zweieinhalb Sekunden Vorsprung vor den Polinnen und den Rumäninnen. 2002 gewannen die beiden in den ersten beiden Weltcup-Regatten in Hazewinkel und in Luzern. Bei den Weltmeisterschaften in Sevilla siegten die Australierinnen Sally Causby und Amber Halliday mit sieben Zehntelsekunden Vorsprung vor den beiden Deutschen. 2003 siegte Radünzel beim Weltcup in München im Leichtgewichts-Einer. In Mailand bei den Weltmeisterschaften 2003 gewann im Leichtgewichts-Einer die Kanadierin Fiona Milne vor der Kroatin Mirna Rajle Brođanac, Janet Radünzel erkämpfte die Bronzemedaille. 2004 beendete Janet Radünzel ihre Karriere.

## Deutsche Meistertitel
- 2003: Leichtgewichts-Einer[3]
- 2000: Leichtgewichts-Zweier ohne Steuerfrau (Gunda Reimers, Janet Radünzel)[4]
- 2001, 2002 und 2003: Leichtgewichts-Doppelzweier (Claudia Blasberg, Janet Radünzel)[5]